# Pierre Michel

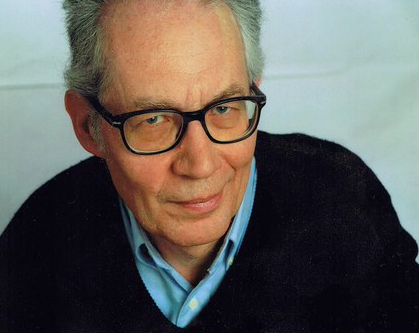
Pierre Michel.

Pierre Michel, född 11 juni i Toulon, 1942, är en fransk professor i litteratur som specialiserat sig på den franske författaren Octave Mirbeau. Han är son till historikern Henri Michel.
Efter att ha försvarat sin avhandling om Oktav Mirbeau vid universitetet i Angers år 1992, grundare Michel ett år senare "Société Octave Mirbeau", ett litterärt sällskap som han är ordförande i. Han är också grundare och redaktör för tidskriften Cahiers Octave Mirbeau (1993).
Som specialist på Mirbeau har Michel publicerat textkritiska utgåvor om Mirbeaus verk, både romaner, pjäser, artiklar och korrespondens.
Pierre Michel fick Sévigné priset i oktober 2003 för sin utgåva av den första volymen av Mirbeaus Correspondance générale.

## Verk
- Octave Mirbeau, l'imprécateur au cœur fidèle, biographie, Paris : Séguier (1990). ISBN 9782877361620
- Alice Regnault, épouse Mirbeau : ”le sourire affolant de l'éternelle jeunesse” Reims : À l'écart (1994).
- Les Combats d’Octave Mirbeau (1995).
- Lucidité, désespoir et écriture (2001).
- Jean-Paul Sartre et Octave Mirbeau (2005).
- Albert Camus et Octave Mirbeau (2005).
- Octave Mirbeau et le roman (2005).
- Bibliographie d’Octave Mirbeau (2008).
- Les Articles d'Octave Mirbeau (2009).
- Dictionnaire Octave Mirbeau, L'Âge d'Homme, 2011, 1195 s.